# Тагильский
Таги́льский (также Таги́льский Кордо́н) — посёлок в Верхнесалдинском городском округе Свердловской области. Управляется территориальной администрацией посёлка Басьяновского.

## География
Посёлок Тагильский расположен по обоим берегам реки Тагил, в 24 километрах к северо-востоку города Верхней Салды.

### Часовой пояс
Тагильский, как и вся Свердловская область, находится в часовой зоне МСК+2. Смещение применяемого времени относительно UTC составляет +5:00.

## Население
| 2002 | 2010 | 2021 |
| ---- | ---- | ---- |
| 56   | ↘41  | ↘35  |

## Уличная сеть
В посёлке Тагильском шесть улиц и один переулок.
Улицы
- Железнодорожная
- Заречная
- Карла Маркса
- Лесорубов
- Лесосплава
- Олега Кошевого

Переулок
- Тагильский